# 슈리야 사란
슈리야 사란(힌디어: श्रिया सरन, 영어: Shriya Saran, 1982년 9월 11일 ~ )은 인도의 배우, 모델이다.